# George Relph
Pour les articles homonymes, voir Relph.
George Relph est un acteur anglais, né le 27 janvier 1888 à Cullercoats (en) (Tyne and Wear, Angleterre du Nord-Est), mort le 24 avril 1960 à Londres (Angleterre).

## Biographie
Au théâtre, George Relph entame sa carrière au début des années 1900 et joue pour la première fois à Londres en 1909, dans Hamlet de William Shakespeare (à noter qu'en 1925, il est Horatio dans la même pièce, aux côtés de John Barrymore tenant le rôle-titre). Par la suite, il se produit souvent sur les scènes londoniennes, notamment au sein de la troupe du théâtre Old Vic. En tournée, il joue dans son pays natal et à l'étranger, entre autres à Broadway (New York) dès 1911.
Parmi ses autres pièces notables, mentionnons Oncle Vania d'Anton Tchekhov (1945-1946, avec Laurence Olivier, Margaret Leighton et Ralph Richardson), Antigone de Jean Anouilh, Une demande en mariage d'Anton Tchekhov et L'École de la médisance de Richard Brinsley Sheridan (toutes trois en 1949 et mises en scène par Laurence Olivier, avec Peter Cushing, Vivien Leigh et Laurence Olivier), Ardèle ou la Marguerite de Jean Anouilh (1951, avec Isabel Jeans et Patrick Macnee), ou encore Le Cabotin (en) de John Osborne (1957, avec Laurence Olivier, Brenda De Banzie et Joan Plowright).
Le Cabotin est repris à Broadway en 1958, ce qui permet à George Relph d'obtenir la même année une nomination au Tony Award du meilleur second rôle masculin (celui de Billy Rice) dans une pièce. En outre, son metteur en scène Tony Richardson réalise l'adaptation au cinéma (même titre) de 1960, où Roger Livesey reprend le rôle de Billy.
Au grand écran, George Relph débute dans cinq films muets américains sortis en 1915 et 1916 (dont Insouciance de Maurice Tourneur en 1915), avant deux ultimes films muets, britanniques, sortis en 1921.
Après le passage au parlant, il tient d'abord un petit rôle non crédité dans Le Fantôme vivant de T. Hayes Hunter (avec Boris Karloff et Cedric Hardwicke), sorti en 1933. Suivent neuf autres films britanniques disséminés de 1939 à 1958, dont Tortillard pour Titfield de Charles Crichton (1953, avec Stanley Holloway et Naunton Wayne).
Son dernier film, américain, est Ben-Hur de William Wyler (avec Charlton Heston dans le rôle-titre et Stephen Boyd, lui-même personnifiant Tibère), sorti en novembre 1959, quelques mois avant sa mort.
À la télévision enfin, George Relph apparaît dans deux séries britanniques consacrées au théâtre, de 1956 à 1958.
Il est le père du réalisateur et producteur Michael Relph (1915-2004) et le grand-père de l'assistant-réalisateur et producteur Simon Relph (né en 1940).

## Théâtre (sélection)
(pièces jouées à Londres, sauf mention contraire ou complémentaire)
- 1909 : Hamlet de William Shakespeare
- 1911 : Kismet d'Edward Knoblock (+ reprise à Broadway en 1911-1912) : Kafur
- 1912-1913 : The Yellow Jacket de George C. Hazelton et J. Harry Benrimo (à Broadway) : Wu Hoo Git
- 1913 : Joseph and His Brethen de Louis N. Parker
- 1915 : Roméo et Juliette (Romeo and Juliet) de William Shakespeare (à Broadway) : Roméo
- 1920-1921 : The Race with the Shadow de Wilhelm von Scholz (à Bristol)
- 1922-1923 : The Way of the Eagle d'Ethel M. Dell (à Bristol)
- 1923-1924 : The Green Goddess de William Archer
- 1925 : Hamlet de William Shakespeare : Horatio
- 1926 : Is Zat So ? de James Gleason et Richard Taber
- 1929 : Symphony in Two Flats d'Ivor Novello
- 1933 : When Ladies Meet de (et mise en scène par) Rachel Crothers
- 1934 : Living Dangerously de Frank Gregory et Reginald Simpson
- 1937 : The Squeaker d'Edgar Wallace
- 1942 : Le Dilemme du docteur de George Bernard Shaw
- 1944 : Richard III de William Shakespeare
- 1944 : Peer Gynt d'Henrik Ibsen, mise en scène de Tyrone Guthrie (+ reprise à Manchester en 1945)
- 1945-1946 : Oncle Vania (Uncle Vanya - Дядя Ваня) d'Anton Tchekhov, adaptation de Constance Garnett (+ reprise à Broadway en 1946) : Ilia Ilitch Téléguine
- 1946 : Le Roi Lear (King Lear) de William Shakespeare, mise en scène de Laurence Olivier, musique de scène d'Alan Rawsthorne : Comte de Gloucester
- 1946 : Henri IV (King Henry IV) de William Shakespeare (+ reprise à Broadway la même année) : 1re partie (Comte de Worcester) et 2e partie (Pistol)
- 1946 : Œdipe roi (Œdipus Rex - Οἰδίπους τύραννος) de Sophocle, adaptation de William Butler Yeats (+ reprise à Broadway la même année) : Le berger
- 1946 : The Critic de Richard Brinsley Sheridan (+ reprise à Broadway la même année) : M. Dangle
- 1947 : L'Alchimiste (The Alchemist) de Ben Jonson
- 1947 : Cyrano de Bergerac d'Edmond Rostand, mise en scène de Tyrone Guthrie
- 1947 : La Mégère apprivoisée (The Taming of the Shrew) de William Shakespeare
- 1949 : Antigone de Jean Anouilh, mise en scène de Laurence Olivier
- 1949 : Une demande en mariage (The Proposal - Предложение) d'Anton Tchekhov, mise en scène de Laurence Olivier
- 1949 : L'École de la médisance (The School for Scandal) de Richard Brinsley Sheridan, mise en scène de Laurence Olivier, costumes et décors de Cecil Beaton
- 1950 : Le Sourire de la Joconde (The Gioconda Smile) d'Aldous Huxley (à Broadway) : Dr Libbard
- 1950 : Venus Observed de Christopher Fry
- 1951 : Ardèle ou la Marguerite (Ardele) de Jean Anouilh, adaptation de Lucienne Hill
- 1954 : I Capture the Castle, adaptation par Dodie Smith de son roman éponyme
- 1954 : The Little Glass Clock d'Hugh Mills (+ reprise à Bristol)
- 1956 : La Mouette (The Seagull - Чайка) d'Anton Tchekhov, adaptation de David Magarshack
- 1956 : Le Canard sauvage (The Wild Duck - Vildanden) d'Henrik Ibsen
- 1957 : Le Cabotin (The Entertainer) de John Osborne, mise en scène de Tony Richardson (+ reprise à Broadway en 1958) : Billy Rice

## Filmographie complète

### Au cinéma
(films britanniques, sauf mention contraire)
- 1915 : The Lure of Woman (film américain, réalisateur et rôle non spécifiés)
- 1915 : Insouciance (A Butterfly on the Wheel) de Maurice Tourneur (film américain) : Collingwood
- 1916 : The Ballet Girl de George Irving (film américain) : Maurice Avery
- 1916 : Her Maternal Right de John Ince et Robert Thornby (film américain) : Emory Townsend
- 1916 : Paying the Price de Frank Hall Crane (film américain) : Paul Towne
- 1921 : The Door That Has No Key de Frank Hall Crane : Jack Scorrier
- 1921 : Candytuft, I Mean Veronica de Frank Richardson : George Anstruther
- 1933 : Le Fantôme vivant (The Ghoul) de T. Hayes Hunter : Le docteur (non crédité)
- 1939 : Too Dangerous to Live (en) d'Anthony Hankey et Leslie Norman : Manners
- 1940 : Now You're Talking de John Paddy Carstairs : L'espion
- 1944 : Give Us the Moon de Val Guest : Otto
- 1947 : Nicholas Nickleby (The Life and Adventures of Nicholas Nickleby) d'Alberto Cavalcanti : M. Bray
- 1952 : I Believe in You de Basil Dearden et Michael Relph : M. Dove
- 1953 : Tortillard pour Titfield (The Titfield Thunderbolt) de Charles Crichton : Pasteur Sam Weech
- 1953 : The Final Test d'Anthony Asquith : Syd Thompson
- 1957 : Toubib en liberté (Doctor at Large) de Ralph Thomas : Dr Farquarson
- 1958 : Davy de Michael Relph : Oncle Pat Morgan
- 1959 : Ben-Hur de William Wyler (film américain) : Tibère

### À la télévision
(séries britanniques)
- 1956 : H. M. Tennent Globe Theatre
  - Saison unique, épisode 3 The Living Room
- 1956 : ITV Play of the Week
  - Saison 2, épisode 6 La Mouette (The Seagull, 1956) et épisode 22 Le Canard sauvage (The Wild Duck, 1957) de Charles Crichton
  - Saison 4, épisode 12 John Gabriel Borkman (1958)

## Distinction
- 1958 : Nomination au Tony Award du meilleur second rôle masculin dans une pièce, pour Le Cabotin.